# Barrie Chase
Barrie Chase, född 20 oktober 1933 i Kings Point i Nassau County i New York, är en amerikansk skådespelare och dansare.

## Biografi
Chase arbetade som koreograf på Metro-Goldwyn-Mayer när Fred Astaire bad henne vara sin danspartner på An Evening with Fred Astaire. Hon fortsatte att arbeta inom TV med The Donald O'Connor Show och på film i den tidens stora musikalfilmer, bland annat Hans Christian Andersen (1952), Call Me Madam (1953), White Christmas (1954), och Les Girls (1957). Hon fortsatta sin karriär inom TV och film under 1960-talet och medverkade i bland annat En ding, ding, ding, ding värld (1963), Flykten från öknen (1965), med James Stewart och Richard Attenborough, och ett avsnitt av TV-serien Bröderna Cartwright (1965).

## Privatliv
Barrie Chase var 1966–1968 gift med Jan Malmsjö. Hon är nu gift med läkaren James Kaufman och drog sig tillbaka från offentligheten 1972.